# Шевалёв, Евгений Александрович
Евгений Александрович Шевалёв (часто Шевалев; 1878—1946) — врач-психиатр, профессор, доктор наук, праведник народов мира, спасавший евреев в Одессе в годы оккупации. Ему удалось спасти около 300 человек. Семья Шевалёвых помогала в деле спасения, как и персонал клиники. Его сын Андрей также был удостоен звания праведника народов мира.

## Биография
Родился в семье служащего. Имел слабое здоровье, в юности болел туберкулёзом. Во время лечения в Швейцарии познакомился с будущей женой Евгенией Никодимовной. В бытовом плане Евгений был очень рассеян, житейскими делами занималась супруга.
Семья прошла через трудности и тяготы, даже голод. При этом Шевалёвы любили литературу, Евгений Александрович писал монографии о Блоке и его отношениях с Ксенией Садовской.
В 1906 году окончил медицинский факультет Новороссийского университета и ординатуру при кафедре нервных и душевных заболеваний. С 1910 года работал в Санкт-Петербурге под руководством академика В. М. Бехтерева. Там же в 1913 году защитил диссертацию.
С 1919 года его научная, педагогическая и врачебная деятельность были связаны с Одессой. В 1923—1946 годах был заведующим кафедрой психиатрии Одесского медицинского института. Под его руководством был оснащен двухэтажный корпус Одесской психиатрической больницы, созданы палаты на 50 больных. Также были оснащены аудитория, музей, лаборатория, библиотека и учебные комнаты для студентов. Возглавлял психиатрическую клинику Одесского медицинского института, которая была открыта в январе 1927 года. С 1922 года возглавлял кафедру психологии Одесского института народного образования (ОИНО). Добился преподавания психологии на всех факультетах. В 1923 году он основал Научные собрания сотрудников кафедры психиатрии, психологической лаборатории Одесского медицинского института и врачей Одесской психиатрической больнице. На основе этих сборов в 1926 году было образовано Общество нормальной и патологической рефлексологии, психологии и педологии имени академика В. М. Бехтерева, председателем которого был Евгений Александрович.
В 1939 году получил научную степень доктора медицинских наук. В 1940 году ему было присвоено ученое звание профессора.
Во время нацистской оккупации 1941—1944 годов возглавлял психиатрическую больницу в Одессе, которая стала местом спасения как для больных, так и для других горожан Одессы. Шевалёв отстаивал своих пациентов перед румынскими властями. Сменившие румынов ненадолго перед освобождением города немцы в 1944 году собирались расстрелять больных и персонал больницы, но не успели этого сделать. Вместе с коллегами сохранил лечебное учреждение и его пациентов, прятал в больнице подпольщиков, около 20 здоровых евреев, за что впоследствии получил звание «Праведник народов мира».
Умер в Одессе 18 мая 1946 года. Похоронен на Втором христианском кладбище Одессы.

## Вклад в психиатрию
В своей практической, исследовательской и преподавательской работе Евгений Шевалев охватил широкий спектр вопросов психопатологии, терапии неврозов, диагностики и психиатрической этики. Ученому принадлежит по меньшей мере 99 научных работ. Лишь часть из них была опубликована, часть — хранится в виде рукописей в музее Одесской областной психиатрической больницы № 1.
В исследовательской деятельности Евгения Шевалева можно выделить несколько этапов.
С 1911 по 1918 годы он был сосредоточен на вопросах нейрофизиологии. В частности, подготовил наиболее полный на то время обзор исследований миоклонии, дополненный личными наблюдениями.
В 1923—1936 годах Шевалев работал сразу в нескольких направлениях: проводил рефлексологические исследования, занимался вопросами терапии неврозов, изучал опыт европейских психиатрических школ. Для работ этого периода характерен интерес ко внутреннему миру пациента. При этом он рассматривал ряд проблем психиатрии под философским и психоаналитическим углом. Некоторые из его работ активно цитируются современными исследователями:
- «О психической вместимости»[3] (1925)
- «О сопротивлении психозу»[4] (1927)
- «Роль психической активности в душевных заболеваниях»[5](1927)
- «Душевно-больной как социальная личность»[6] (1928)
- «О паралогическом мышлении»[7][8] (1930)
- «О психическом примитивизме»[9][10] (1934)
- «О запоздалой реактивности»[11][12] (1935)
- «О переживании болезни»[13] (1936)

Примечательно, что получившая наибольшее признание среди современников Евгения Шевалева работа «Классификация неврозов», со временем утеряла свою актуальность.
С середины 1930-х, в связи с усилением идеологического давления в СССР, Евгений Шевалев полностью сосредоточился на вопросах психопатологии и диагностики. Примечательны его исследования бреда:
- «К вопросу о взаимосвязи между галюцинациями и бредом» (в соавторстве с Ю. О. Перельмутером[15][16] (1937).
- «О затухании бреда»[17][18] (1938)
- «О границах бредообразования»[19](1940).

Значительная часть поздних работ Евгения Шевалева не были опубликованы из-за войны, последующей болезни и смерти ученого. На сегодняшний день благодаря работе с архивами удалось оцифровать и выложить в публичный доступ 26 работ ученого.
Отдельного внимания заслуживает последняя крупная статья Евгения Шевалева «О роли морального фактора в психиатрических заболеваниях», которая рассматривает целый комплекс профессиональных и этических вопросов и является своеобразным научным завещанием психиатра.

## Вклад в развитие психоанализа
Евгений Шевалев никогда не позиционировал себя как психоаналитик, однако активно использовал аналитические методы в терапии неврозов, способствовал популяризации психоанализа и сохранению традиций Одесской школы в условиях НЭПа.
Как преподаватель и заведующий кафедрой психиатрии Одесского мединститута, Шевалев заинтересовал психоанализом Якова Когана (1898—1960) и Абрама Халецкого (1899—1974) — крупных советских психоаналитиков 1920-х. В 1925 году Евгений Шевалев написал краткое предисловие к первому русскому переводу «Остроумия и его отношения к бессознательному» Зигмунда Фрейда, который осуществил Коган.
Популяризации психоанализа в Одессе способствовала работа Научных собраний, которыми руководил Евгений Шевалев. Здесь, в частности, были представлены резонансные доклады Абрама Халецкого «Психоанализ личности и творчества Тараса Шевченко», «Психоанализ и марксизм».
С начала 1930-х годов психоанализ в СССР попал под фактический запрет. Между тем, исследователи отмечают влияние психоаналитических идей и подходов во многих работах Евгения Шевалева: «О психической вместимости»(1925), «О паралогическом мышлении» (1930), «О запоздалой реактивности» (1935), «Течение и результат реактивных состояний, связанных с психической травмой» (1937), «О психогениях» (1941).

## Гражданская позиция
Мировоззренчески Евгений Шевалев был близок к дореволюционной либеральной российской интеллигенции и придерживался социал-демократических взглядов. Он последовательно выступал против антисемитизма. Во время Одесского погрома 1905 года Шевалев как староста курса организовал бригаду студентов-медиков для оказания первой медицинской помощи пострадавшим евреям.
Не имея украинских корней, он смог преподавать на украинском языке. При этом известна лишь одна его украиноязычная статья — «Про вплив процесів індукції на течію та характер асоціятивного експерименту» (1929).

Как теоретик и практик психиатрии Евгений Шевалев придерживался гуманистических позиций. Ещё в начале 1930-х он активно выступал против бюрократизации психиатрии, шаблонных подходов к лечению и игнорирования индивидуальных особенностей пациентов. В частности, в статье «Об основных принципах современной терапии неврозов» (1932), он отмечал:
Неужели же мы хлопочем о постройке новых зданий и о распределении в них палат для того, чтобы продолжать в них то же штампованное, трафаретное, ещё далеко не продуманное проведение масс через наши санатории, институты, поликлиники? Неужели мы действительно представляем собой, как выражаются многие, это ужасное по своему грубому механизму учреждение — кузницу здоровья?
Также Евгений Шевалев критиковал непродуманное применение трудовой терапии для реабилитации больных и «апсихологизм» многих коллег психиатров. Его критический обзор «О трудовой терапии неврозов и психозов» (1935) был опубликован в сборнике, посвященном профессору Николаю Бруханскому. Сам Бруханский вскоре был арестован в связи со своей позицией о неподсудности людей с психиатрическими заболеваниями — в числе прочего, критики вменяли ему в вину попытку саботажа «строек социализма» как Беломорканал, где большинство рабочих были заключенными.

## Спасение людей в годы оккупации Одессы
Евгению Шевалеву не удалось эвакуироваться из Одессы в связи с тяжелой болезнью супруги. В этой связи работники Одесской областной психиатрической больницы попросили его возглавить учреждение. 16 октября 1941 года немецкие и румынские войска вошли в Одессу. Уже в первые дни оккупации больница была разграблена: солдаты вынесли практически все продукты и разгромили аппаратуру. Военное командование потребовало от Евгения Шевалева содействия в расстреле психиатрических пациентов. Такая практика применялась на всех оккупированных территориях СССР.
Как отмечает исследователь Холокоста Анатолий Кардаш на примерах больниц в Воронежской и Курской областях, солдаты оккупационной армии проводили только расстрелы. Доставить больных на место казни должны были медработники, а ямы для тел рыли физически крепкие больные. Если же администрация отказывалась содействовать расстрелу, финансирование больницы прекращалось и пациенты умирали от голода.
На протяжении октября-декабря 1941 года Евгений Шевалев несколько раз отклонял ультиматумы военных, используя блестящее знание немецкого языка, апеллируя к Богу, интересам науки, авторитетам немецкой психиатрии. В больнице была произведена массовая выписка пациентов. Вещи умерших обменивались на продукты в пригородных селах. Младший сын Андрея Шевалева вместе с врачем Клавдией Пулко и медсестрой Мартыновой проводил рейды за продуктами на заброшенные фабрики Одессы. В случае разоблачения им грозил расстрел. Несмотря на такие меры, избежать голода в больнице не удалось. Часть пациентов скончалась от недоедания и болезней. Кризис длился до января 1942 года, когда Евгению Шевалеву удалось добиться от администрации Транснистрии финансирования больницы. Таким образом, были спасены жизни сотен пациентов — украинцев, русских, евреев, немцев и представителей других национальностей.
Кроме того, Евгений Шевалев сфабриковал истории болезней на медработников еврейской национальности. В частности, задокументирован случай спасения швейцара Михаила Гершензона. Андрей Шевалев подделкал несколько десятков справок домоуправлений, который подтверждали «православное вероисповедание» евреев.
В больнице нашли приют и посторонние люди. Исследователям Льву и Лидии Думерам удалось задокументировать вспоминания двоих таких пациентов — Лилии Золотаревской и Вольфа Тендлера. Оба были знакомыми Андрея Шевалева. Общее же число спасенных могло превышать 20 человек. Поименно Думеры указывают семерых евреев: Лилию Золотаревскую, Вольфа Тендлера, Зину Талесник, Геню Фуксман, Жанну Шнайдерман, Гитю Вексельман и Михаила Гершензона.
Лилии Золотаревской случайно удалось сбежать с места расстрела, который состоялся 22 марта 1942 года в селе Стадная Балка (ныне не существует). Ночью она добралась до больницы, где дежурил Андрей. Евгений Шевалев оформил её под вымышленным именем Лидии Прозоровой. В течение 2 лет до деоккупации Одессы (10 апреля 1944 года) она имитировала симптомы шизофрении и находилась в отделении для буйных больных.
Вольф Тендлер находился в больнице с настоящими документами. Ему также пришлось имитировать тяжелую шизофрению. Он ни с кем не общался, ел под столом или с пола, часто и вовсе отказывался от еды. И Тендлер, и Золотаревская имитировали суицидальную попытку. Такая конспирация была необходима в связи с постоянными проверками больницы, активностью донощиков в коллективе и постоянным надзором агентов Сигуранцы, чье отделение разместилось на территории больницы.
Период с начала 1942 по конец 1943 года был относительно спокойным. Среди пациентов Евгения Шевалева были представители привилегированных групп — румынские граждане, а также немцы и молдаване из числа местного населения. Это обеспечивало лояльность властей. Однако с 1944 года, в связи с наступлением Красной армии, в Одессу вернулись немецкие войска. Возобновилось давление с целью организовать расстрел пациентов. Последнюю попытку оккупационные войска предприняли за день до освобождения Одессы, 9 апреля 1944 года. Тогда военные собрали во дворе больницы как пациентов, так и медперсонал. Расстрел так и не состоялся из-за известия о приближении советских партизан.

## Память
В 2001 году Евгений Шевалёв был удостоен Яд ва-Шем звания праведника народов мира.